# Lista speciilor alogene invazive de interes pentru Uniunea Europeană
În 2016, ca urmare a Regulamentului (UE) nr. 1143/2014 al Parlamentului European și al Consiliului, Comisia Europeană a adoptat lista speciilor alogene invazive de interes pentru Uniune care include 37 specii . Lista a fost actualizată prima dată în 2017  și ulterior în 2019, varianta actuală încluzând 66 specii .
Speciile listate sunt supuse unor restricții în ce privește deținerea, importarea, vânzarea, creșterea și reproducerea. Statele membre ale Uniunii Europene trebuie să ia măsuri pentru a opri răspândirea acestor specii, să implementeze metode de monitorizare și să le eradicheze, dacă este posibil. Chiar în situația în care speciile sunt deja larg răspândite în țară, statul respectiv trebuie să ia măsurile de management necesare pentru a evita continuarea răspândirii speciilor în cauză.

## Lista speciilor alogene invazive de interes pentru Uniune
| Denumire științifică                                           | Denumire populară | Group taxonomic | EU   |
| -------------------------------------------------------------- | ----------------- | --------------- | ---- |
| Acacia saligna (Labill.) H.L.Wendl.                            |                   | Plantae         | 2019 |
| Acridotheres tristis Linnaeus, 1766                            |                   | Aves            | 2019 |
| Ailanthus altissima (Mill.) Swingle                            |                   | Plantae         | 2019 |
| Alopochen aegyptiaca Linnaeus, 1766                            |                   | Aves            | 2017 |
| Alternanthera philoxeroides (Mart.) Griseb.                    |                   | Plantae         | 2017 |
| Andropogon virginicus L.                                       |                   | Plantae         | 2019 |
| Arthurdendyus triangulatus (Dendy, 1894) Jones & Gerard (1999) |                   | Rhabditophora   | 2019 |
| Asclepias syriaca L.                                           |                   | Plantae         | 2017 |
| Baccharis halimifolia L.                                       |                   | Plantae         | 2016 |
| Cabomba caroliniana Gray                                       |                   | Plantae         | 2016 |
| Callosciurus erythraeus Pallas, 1779                           |                   | Mammalia        | 2016 |
| Cardiospermum grandiflorum Sw.                                 |                   | Plantae         | 2019 |
| Cortaderia jubata (Lemoine ex Carrière) Stapf                  |                   | Plantae         | 2019 |
| Corvus splendens Viellot, 1817                                 |                   | Aves            | 2016 |
| Ehrharta calycina Sm.                                          |                   | Plantae         | 2019 |
| Eichhornia crassipes (Martius) Solms                           |                   | Plantae         | 2016 |
| Elodea nuttallii (Planch.) St. John                            |                   | Plantae         | 2017 |
| Eriocheir sinensis H. Milne Edwards, 1854                      |                   | Crustacea       | 2016 |
| Gunnera tinctoria (Molina) Mirbel                              |                   | Plantae         | 2017 |
| Gymnocoronis spilanthoides (D.Don ex Hook. & Arn.) DC.         |                   | Plantae         | 2019 |
| Heracleum mantegazzianum Sommier & Levier                      |                   | Plantae         | 2017 |
| Heracleum persicum Fischer                                     |                   | Plantae         | 2016 |
| Heracleum sosnowskyi Mandenova                                 |                   | Plantae         | 2016 |
| Herpestes javanicus É. Geoffroy Saint-Hilaire, 1818            |                   | Mammalia        | 2016 |
| Humulus scandens (Lour.) Merr.                                 |                   | Plantae         | 2019 |
| Hydrocotyle ranunculoides L. f.                                |                   | Plantae         | 2016 |
| Impatiens glandulifera Royle                                   |                   | Plantae         | 2017 |
| Lagarosiphon major (Ridley) Moss                               |                   | Plantae         | 2016 |
| Lepomis gibbosus Linnaeus, 1758                                |                   | Pisces          | 2019 |
| Lespedeza cuneata (Dum.Cours.) G.Don                           |                   | Plantae         | 2019 |
| Lithobates catesbeianus Shaw, 1802                             |                   | Amphibia        | 2016 |
| Ludwigia grandiflora (Michx.) Greuter & Burdet                 |                   | Plantae         | 2016 |
| Ludwigia peploides (Kunth) P.H. Raven                          |                   | Plantae         | 2016 |
| Lygodium japonicum (Thunb.) Sw.                                |                   | Plantae         | 2019 |
| Lysichiton americanus Hultén & H. St. John                     |                   | Plantae         | 2016 |
| Microstegium vimineum (Trin.) A. Camus                         |                   | Plantae         | 2017 |
| Muntiacus reevesi Ogilby, 1839                                 |                   | Mammalia        | 2016 |
| Myocastor coypus Molina, 1782                                  |                   | Mammalia        | 2016 |
| Myriophyllum aquaticum (Vell.) Verdc.                          |                   | Plantae         | 2016 |
| Myriophyllum heterophyllum Michaux                             |                   | Plantae         | 2017 |
| Nasua nasua Linnaeus, 1766                                     |                   | Mammalia        | 2016 |
| Nyctereutes procyonoides Gray, 1834                            |                   | Mammalia        | 2017 |
| Ondatra zibethicus Linnaeus, 1766                              |                   | Mammalia        | 2017 |
| Orconectes limosus Rafinesque, 1817                            |                   | Crustacea       | 2016 |
| Orconectes virilis Hagen, 1870                                 |                   | Crustacea       | 2016 |
| Oxyura jamaicensis Gmelin, 1789                                |                   | Aves            | 2016 |
| Pacifastacus leniusculus Dana, 1852                            |                   | Crustacea       | 2016 |
| Parthenium hysterophorus L.                                    |                   | Plantae         | 2016 |
| Pennisetum setaceum (Forssk.) Chiov.                           |                   | Plantae         | 2017 |
| Perccottus glenii Dybowski, 1877                               |                   | Pisces          | 2016 |
| Persicaria perfoliata (L.) H. Gross                            |                   | Plantae         | 2016 |
| Plotosus lineatus (Thunberg, 1787)                             |                   | Pisces          | 2019 |
| Procambarus clarkii Girard, 1852                               |                   | Crustacea       | 2016 |
| Procambarus fallax (Hagen, 1870) f. [[virginalis               |                   | Crustacea       | 2016 |
| Procyon lotor Linnaeus, 1758                                   |                   | Mammalia        | 2016 |
| Prosopis juliflora (Sw.) DC.                                   |                   | Plantae         | 2019 |
| Pseudorasbora parva Temminck & Schlegel, 1846                  |                   | Pisces          | 2016 |
| Pueraria montana (Lour.) Merr. var. lobata (Willd.)            |                   | Plantae         | 2016 |
| Salvinia molesta D.S. Mitch.                                   |                   | Plantae         | 2019 |
| Sciurus carolinensis Gmelin, 1788                              |                   | Mammalia        | 2016 |
| Sciurus niger Linnaeus, 1758                                   |                   | Mammalia        | 2016 |
| Tamias sibiricus Laxmann, 1769                                 |                   | Mammalia        | 2016 |
| Threskiornis aethiopicus Latham, 1790                          |                   | Aves            | 2016 |
| Trachemys scripta Schoepff, 1792                               |                   | Reptilia        | 2016 |
| Triadica sebifera (L.) Small                                   |                   | Plantae         | 2019 |
| Vespa velutina nigrithorax du Buysson, 1905                    |                   | Insecta         | 2016 |